# Spring Hotels
Spring Hotels (eller på spansk Spring Hoteles) er en hotelkæde bestående af fire 4-stjernede hoteller på Tenerife. Med en total kapacitet på over 1500 værelser og 4000 senge hører Spring Hotels til en af de betydningsfulde hotelkæder på Tenerife.[kilde mangler] Marts 2008 vil det nyeste hotel åbne; Hotel Costa Los Gigantes. Et 518 suites hotel, placeret på et 72,000 kvm stort areal med udsigt over nabo øen La Gomera. Hotellet vil åbne som et All Inclusive hotel.

## Hoteller
- Hotel Bitacora (314 værelser)
- Hotel Vulcano (371 værelser)
- Arona Gran Hotel (391 værelser)

## Historie
Den 27 maj 1985 åbnede Spring Hotels sit første hotel, Hotel Bitacora. Kun 19 måneder efter, December 1986 åbnede Hotel Vulcano. For selve åbningen stod Princess Stephanie Marie Elisabeth, eller bedre kendt som Stéphanie of Monaco. Næste hotel i kæden, Arona Gran Hotel, blev åbnet i august 1990. I april 2000 blev det sidste skud på stammen åbnet, da Hotel Playa la Arena åbnede sine 432 værelser.